# Hesperornithoides
Ne doit pas être confondu avec Hesperornis.
Hesperornithoides miessleri
Genre
Espèce
Hesperornithoides est un genre fossile de petits dinosaures théropodes de la famille des Troodontidae. Selon Paleobiology Database en 2022, ce genre est resté monotypique et l'espèce type est Hesperornithoides miessleri. 

## Présentation
Hesperornithoides miessleri a vécu au cours du Jurassique supérieur en Amérique du Nord.
Une seule espèce, connue par un spécimen unique, est rattachée au genre : Hesperornithoides miessleri, décrite par Scott Hartman, Mickey Mortimer, William Wahl, Dean R. Lomax, Jessica Lippincott et David M. Lovelace en 2019. Avant ce nommage, le fossile était connu sous le surnom de « Lori ».

## Étymologie

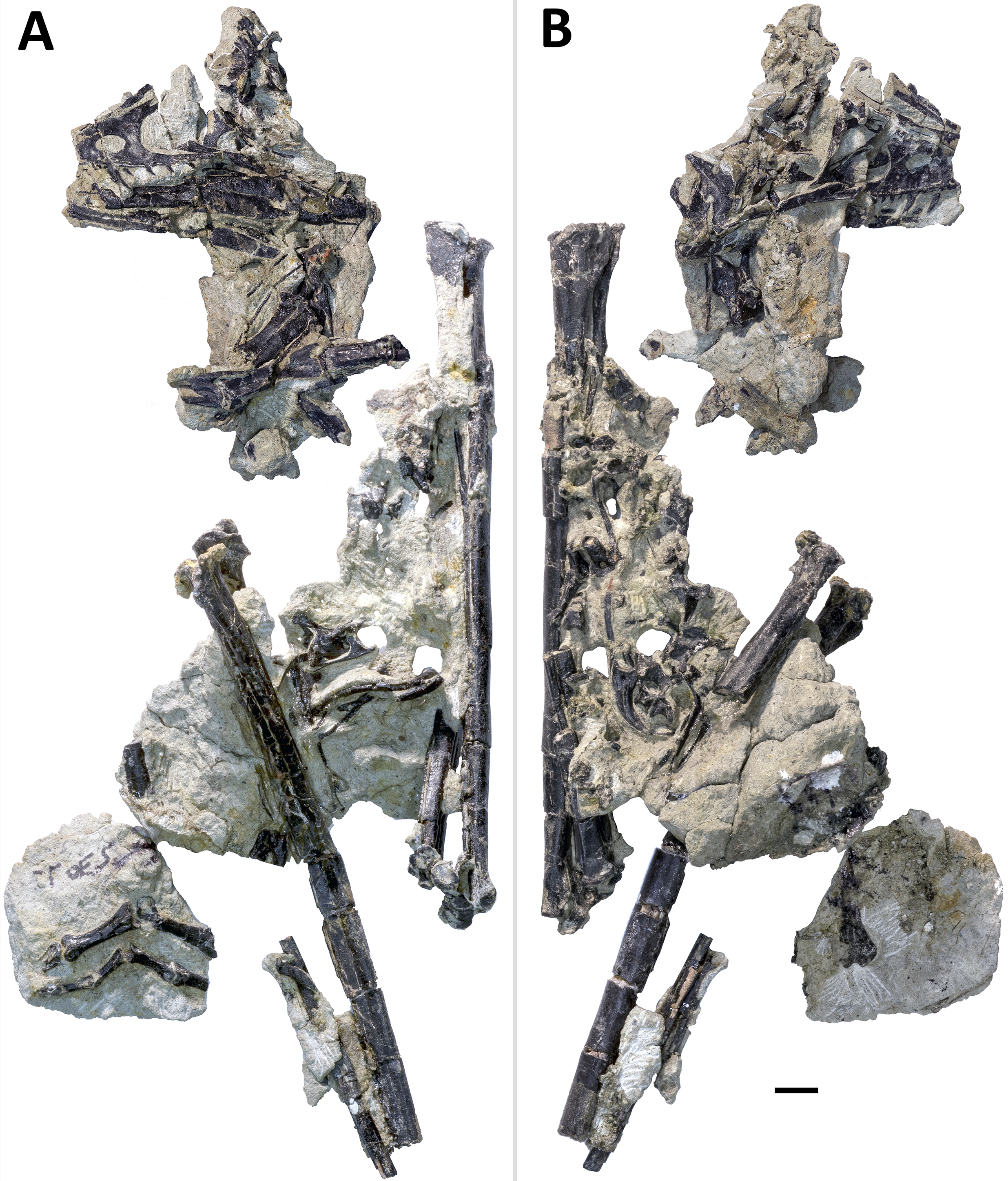
Les deux vues latérales de blocs de sédiments ayant livré des restes d'Hesperornithoides.
La barre horizontale noire mesure 1 centimètre de long.

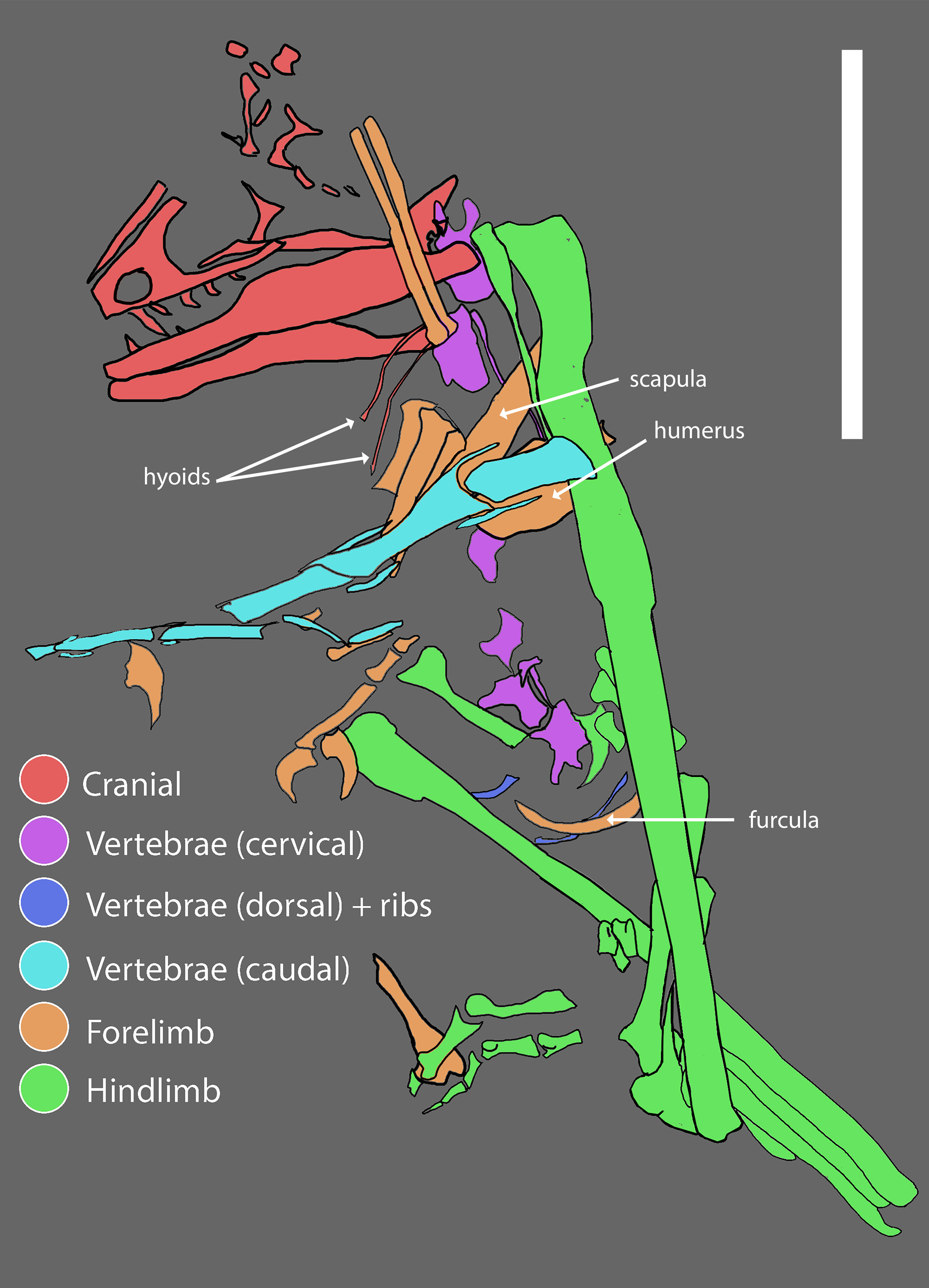
Position des os avant leur préparation.
Les couleurs de haut en bas décrivent des os : du crâne, de vertèbres cervicales, de vertèbres dorsales et de côtes,
de vertèbres caudales, de pattes avant, de pattes arrière.
La barre verticale blanche mesure 6 centimètres de long.

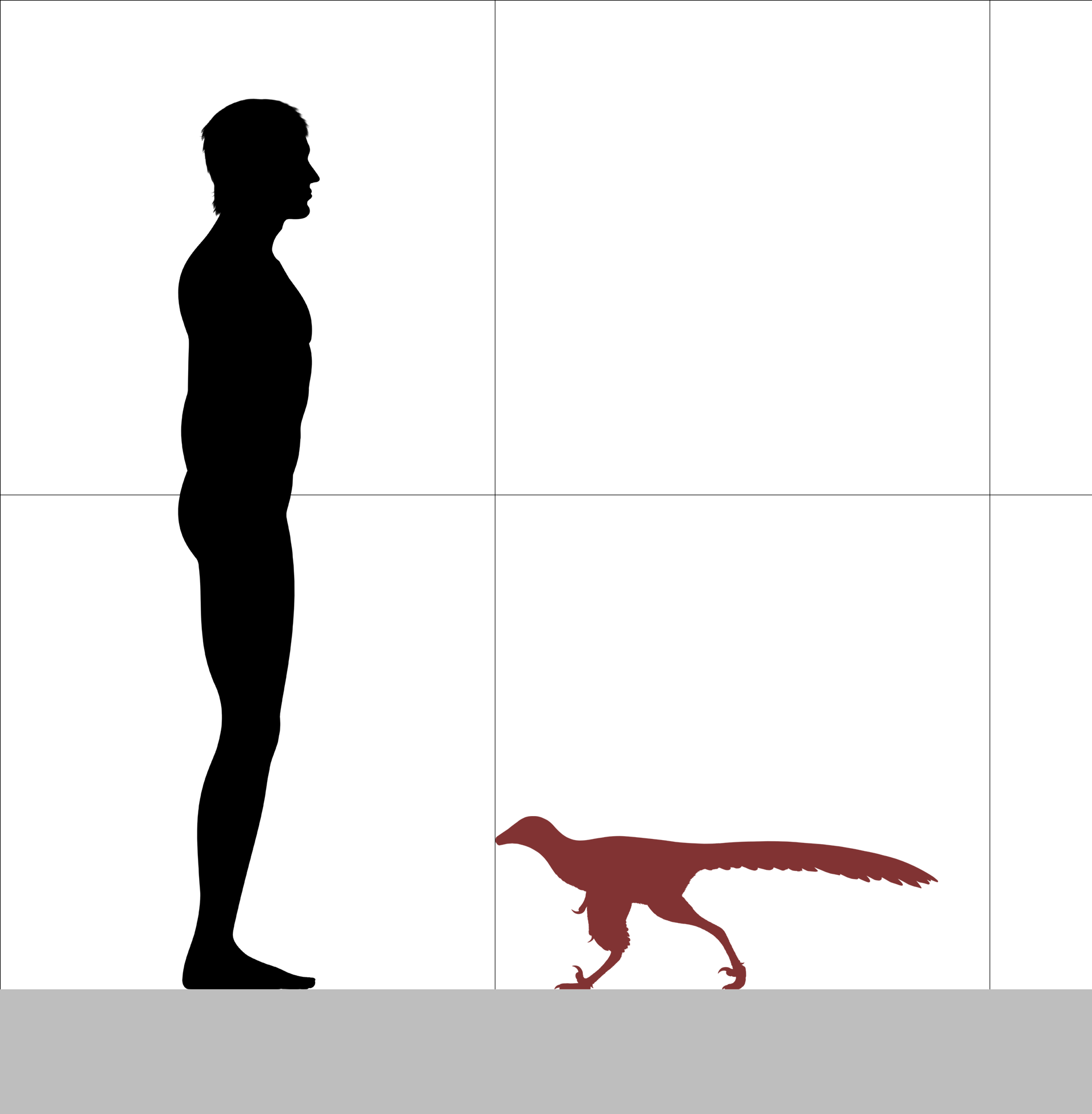
Comparaison de taille avec un humain de 1.70 mètre

Le nom de genre Hesperornithoides vient des mots du grec ancien  Ἑσπερίς, Hesperis, « étoile du soir », pour situer cette découverte dans l' Ouest américain et ὄρνις, ornis, « oiseau », suivi de ~eides, « similaire », pour indiquer sa ressemblance avec les  Aves, et les Paraves évolués. Le nom d'espèce miessleri honore la famille Miessler qui a soutenu les fouilles.

## Découverte
Le fossile d'Hesperornithoides a été découvert en 2001, dans des sédiments détritiques fins correspondant aux morts-terrains de la carrière de Jimbo, creusée dans la partie moyenne de la formation de Morrison dans le Wyoming. Ces morts-terrains ont dû été évacués lors de la découverte, juste en dessous de ceux-ci, du fossile d'un sauropode géant : Supersaurus vivianae.
En 2005 le fossile, non encore complètement décrit, est inclus dans une analyse phylogénétique publiée sous forme de résumé dans le Journal of Vertebrate Paleontology.
La description formelle d'Hesperornithoides n'est intervenue qu'en 2019.
L'holotype, référencé WYDICE-DML-001, provient d'un niveau stratigraphique de la partie moyenne de la formation de Morrison, daté du Kimméridgien à Tithonien, soit il y a environ entre 154,8 et 143,1 millions d'années. Il s'agit d'un squelette partiel avec son crâne, composé d'os ayant préservé leurs volumes (c’est-à-dire non écrasés).
Il est composé de la partie arrière du crâne, de la mandibule, des os hyoïdes, de cinq vertèbres cervicales, de la première vertèbre dorsale, de douze vertèbres de la queue, d'une côte, d'arcs hémaux, de la partie gauche de la ceinture scapulaire, de l’humérus droit, du bras gauche, des pattes arrière - sauf les orteils droits -. Le squelette est en partie en connexion anatomique. Il est celui d'un spécimen adulte ou subadulte.

## Description
La longueur totale de l'animal a été estimée à 89 centimètres, ce qui fait de lui un Troodontidae de taille modeste. Si c'est un subadulte, ce qui n'a pu être déterminé en l'absence d'une grande partie du crâne et de spécimens juvéniles avec lesquels il aurait pu être comparé, sa taille d'adulte serait alors d'environ 1 mètre.
Les inventeurs du genres ont souligné la présence de caractères dérivés (apomorphiques) par rapport aux Paraves :
- l'os jugal est pneumatisé ;
- la branche arrière de l'os lacrymal est courte ;
- l'os carré fait partie du bord externe du foramen paraquadraticum ;
- dans la mâchoire inférieure, l'ouverture latérale externe est petite ;
- sur l'humérus, la crête vers le condyle interne représente plus de 15% de la largeur distale totale de l'élément ;
- la troisième griffe de la main est presque aussi grande que la deuxième griffe ;
- Le coin intérieur distal du tibia fait saillie vers l'avant.

Les paléontologues n'ont pas découvert de plumes associées aux fossiles d'Hesperornithoides, mais ils « pensent qu'il aurait été recouvert de plumes, notamment de plumes plus longues sur ses membres antérieurs, formant de petites ailes ». Cependant, les proportions de ses membres par rapport à celles de son corps suggèrent qu'il était incapable de voler. Il vivait très probablement sur des terres marécageuses ou en milieu lacustre et chassait de petits animaux (mammifères, lézards et autres dinosaures),.

## Classification
L'analyse phylogénétique de 2015 avait placé à proximité de Sinornithoides.
D'autres résultats (non publiés) en 2017 en font un proche du genre Sinovenator.
L'étude de 2019, lors de la description d'Hesperornithoides, indique que cette découverte dans le Jurassique, avec celles d'autres Maniraptora dérivés comme Anchiornis et Eosinopteryx, montre des animaux terrestres incapables de voler, un comportement connu chez les Paraves et sous-clades de paraviens basaux. Ils en concluent que l'aptitude à voler comme des oiseaux s'est développée au sein des Avialae, très probablement au Jurassique supérieur ou au Crétacé inférieur.
Le cladogramme ci-dessous, issu de leur analyse phylogénétique, place Hesperornithoides dans la famille des Troodontidae, dans une position relativement basale dans un clade avec les genres Daliansaurus, Xixiasaurus et Sinusonasus.
|  | Hesperornithoides                                           |
|  |                                                             |
|  | \| \| Xixiasaurus \| \| \| \| \| \| Sinusonasus \| \| \| \| |
|  |                                                             |
|  | Xixiasaurus                                                 |
|  |                                                             |
|  | Sinusonasus                                                 |
|  |                                                             |

|  | Xixiasaurus |
|  |             |
|  | Sinusonasus |
|  |             |

|  | Hesperornithoides                                           |
|  |                                                             |
|  | \| \| Xixiasaurus \| \| \| \| \| \| Sinusonasus \| \| \| \| |
|  |                                                             |
|  | Xixiasaurus                                                 |
|  |                                                             |
|  | Sinusonasus                                                 |
|  |                                                             |

|  | Xixiasaurus |
|  |             |
|  | Sinusonasus |
|  |             |

|  | Hesperornithoides                                           |
|  |                                                             |
|  | \| \| Xixiasaurus \| \| \| \| \| \| Sinusonasus \| \| \| \| |
|  |                                                             |
|  | Xixiasaurus                                                 |
|  |                                                             |
|  | Sinusonasus                                                 |
|  |                                                             |

|  | Xixiasaurus |
|  |             |
|  | Sinusonasus |
|  |             |

|  | Hesperornithoides                                           |
|  |                                                             |
|  | \| \| Xixiasaurus \| \| \| \| \| \| Sinusonasus \| \| \| \| |
|  |                                                             |
|  | Xixiasaurus                                                 |
|  |                                                             |
|  | Sinusonasus                                                 |
|  |                                                             |

|  | Xixiasaurus |
|  |             |
|  | Sinusonasus |
|  |             |

|  | Hesperornithoides                                           |
|  |                                                             |
|  | \| \| Xixiasaurus \| \| \| \| \| \| Sinusonasus \| \| \| \| |
|  |                                                             |
|  | Xixiasaurus                                                 |
|  |                                                             |
|  | Sinusonasus                                                 |
|  |                                                             |

|  | Xixiasaurus |
|  |             |
|  | Sinusonasus |
|  |             |

|  | Hesperornithoides                                           |
|  |                                                             |
|  | \| \| Xixiasaurus \| \| \| \| \| \| Sinusonasus \| \| \| \| |
|  |                                                             |
|  | Xixiasaurus                                                 |
|  |                                                             |
|  | Sinusonasus                                                 |
|  |                                                             |

|  | Xixiasaurus |
|  |             |
|  | Sinusonasus |
|  |             |

|  | Hesperornithoides                                           |
|  |                                                             |
|  | \| \| Xixiasaurus \| \| \| \| \| \| Sinusonasus \| \| \| \| |
|  |                                                             |
|  | Xixiasaurus                                                 |
|  |                                                             |
|  | Sinusonasus                                                 |
|  |                                                             |

|  | Xixiasaurus |
|  |             |
|  | Sinusonasus |
|  |             |

|  | Hesperornithoides                                           |
|  |                                                             |
|  | \| \| Xixiasaurus \| \| \| \| \| \| Sinusonasus \| \| \| \| |
|  |                                                             |
|  | Xixiasaurus                                                 |
|  |                                                             |
|  | Sinusonasus                                                 |
|  |                                                             |

|  | Xixiasaurus |
|  |             |
|  | Sinusonasus |
|  |             |

|  | Hesperornithoides                                           |
|  |                                                             |
|  | \| \| Xixiasaurus \| \| \| \| \| \| Sinusonasus \| \| \| \| |
|  |                                                             |
|  | Xixiasaurus                                                 |
|  |                                                             |
|  | Sinusonasus                                                 |
|  |                                                             |

|  | Xixiasaurus |
|  |             |
|  | Sinusonasus |
|  |             |

|  | Hesperornithoides                                           |
|  |                                                             |
|  | \| \| Xixiasaurus \| \| \| \| \| \| Sinusonasus \| \| \| \| |
|  |                                                             |
|  | Xixiasaurus                                                 |
|  |                                                             |
|  | Sinusonasus                                                 |
|  |                                                             |

|  | Xixiasaurus |
|  |             |
|  | Sinusonasus |
|  |             |

|  | Hesperornithoides                                           |
|  |                                                             |
|  | \| \| Xixiasaurus \| \| \| \| \| \| Sinusonasus \| \| \| \| |
|  |                                                             |
|  | Xixiasaurus                                                 |
|  |                                                             |
|  | Sinusonasus                                                 |
|  |                                                             |

|  | Xixiasaurus |
|  |             |
|  | Sinusonasus |
|  |             |

|  | Hesperornithoides                                           |
|  |                                                             |
|  | \| \| Xixiasaurus \| \| \| \| \| \| Sinusonasus \| \| \| \| |
|  |                                                             |
|  | Xixiasaurus                                                 |
|  |                                                             |
|  | Sinusonasus                                                 |
|  |                                                             |

|  | Xixiasaurus |
|  |             |
|  | Sinusonasus |
|  |             |

|  | Hesperornithoides                                           |
|  |                                                             |
|  | \| \| Xixiasaurus \| \| \| \| \| \| Sinusonasus \| \| \| \| |
|  |                                                             |
|  | Xixiasaurus                                                 |
|  |                                                             |
|  | Sinusonasus                                                 |
|  |                                                             |

|  | Xixiasaurus |
|  |             |
|  | Sinusonasus |
|  |             |

|  | Hesperornithoides                                           |
|  |                                                             |
|  | \| \| Xixiasaurus \| \| \| \| \| \| Sinusonasus \| \| \| \| |
|  |                                                             |
|  | Xixiasaurus                                                 |
|  |                                                             |
|  | Sinusonasus                                                 |
|  |                                                             |

|  | Xixiasaurus |
|  |             |
|  | Sinusonasus |
|  |             |

|  | Hesperornithoides                                           |
|  |                                                             |
|  | \| \| Xixiasaurus \| \| \| \| \| \| Sinusonasus \| \| \| \| |
|  |                                                             |
|  | Xixiasaurus                                                 |
|  |                                                             |
|  | Sinusonasus                                                 |
|  |                                                             |

|  | Xixiasaurus |
|  |             |
|  | Sinusonasus |
|  |             |

|  | Hesperornithoides                                           |
|  |                                                             |
|  | \| \| Xixiasaurus \| \| \| \| \| \| Sinusonasus \| \| \| \| |
|  |                                                             |
|  | Xixiasaurus                                                 |
|  |                                                             |
|  | Sinusonasus                                                 |
|  |                                                             |

|  | Xixiasaurus |
|  |             |
|  | Sinusonasus |
|  |             |